# Xã Delaware, Quận Delaware, Indiana
Xã Delaware (tiếng Anh: Delaware Township) là một xã thuộc quận Delaware, tiểu bang Indiana, Hoa Kỳ. Năm 2010, dân số của xã này là 3.603 người.